# Crosslink
In de polymeerchemie is een crosslink een chemische binding die twee polymeerketens aan elkaar koppelt. De polymeerketens kunnen zowel synthetische polymeren als natuurlijke polymeren zijn (zoals eiwitten). Het proces waarbij deze crosslinks ontstaan, noemt men vernetten. Wanneer een crosslink wordt gevormd door een specifiek molecuul, noemt men dat molecuul een crosslinker.

## Soorten
Het gebruikte type crosslinker is afhankelijk van het type reactie waarmee de polymeer wordt gevormd, respectievelijk condensatiepolymerisatie of additiepolymerisatie.

### Condensatiepolymeren
Bij condensatiepolymeren wordt, naast de hoeveelheid divalent monomeer, ook een kleine hoeveelheid trivalent monomeer gebruikt. Op de plaatsen waar een trivalente eenheid ingebouwd wordt, kunnen de polymeerketens aan elkaar gekoppeld worden.

#### Voorbeelden
- 1,2,3-propaantriol of trimethylolpropaan als trivalent monomeer, naast 1,2-ethaandiol, bij de vorming van polyesters.
- cysteïne bij de vorming van polypeptiden.

### Additiepolymeren
In dit geval moet er na de eerste polymerisatie-reactie van een monomeer nog een dubbele binding overblijven die kan reageren. 

#### Voorbeelden
- divinylbenzeen als crosslinker bij aromatisch gesubstitueerde monomeren (styreen)
- diallylether als crosslinker bij niet-geconjugeerde alkenen.
- de vulkanisatie van rubber (polysulfide-crosslinks)